# Gare Rivière-des-Prairies
La gare Rivière-des-Prairies est une gare du réseau de train de banlieue de Montréal exploité par Exo, située dans le quartier Rivière-des-Prairies de l'arrondissement Rivière-des-Prairies–Pointe-aux-Trembles à Montréal, au Québec. La gare fait partie de la ligne 15 - Mascouche inaugurée en décembre 2014.